# Kompleks zbożowo-pastewny słaby
Kompleks zbożowo-pastewny słaby (9) – kompleks zawierający gleby lekkie, które okresowo mogą być nadmiernie uwilgotnione. Ten kompleks stanowi odpowiednik kompleksów żytnich – 5., 6., 7. Nadmierne uwilgotnienie tego kompleksu spowodowane jest położeniem gleby w obniżeniu terenu, gdzie jest wysoki poziom wód gruntowych. Kolejnym czynnikiem powodującym podmokłość tych gleb jest występowanie w profilu glebowym warstw trudno przepuszczalnych. Niekorzystne warunki glebowe, związane z nadmierną wilgocią występują najczęściej na wiosnę i powodują wymakanie żyta i opóźnienie terminu sadzenia ziemniaków. W trakcie okresu wegetacji gleby tego kompleksu tracą wodę i mogą nawet często wykazywać niedobory wilgoci, co powoduje że ich melioracja jest trudna. Na glebach tego kompleksu powinno się uprawiać brukiew, trawy, ziemniak oraz rośliny pastewne, można również je użytkować jako trwałe użytki zielone.